# Phyllanthus aoraiensis
Phyllanthus aoraiensis là một loài thực vật có hoa trong họ Diệp hạ châu. Loài này được Nadeaud miêu tả khoa học đầu tiên năm 1873.